# Route 35 (Ontario)
Pour les articles homonymes, voir Route 35.
La route 35 est une route provinciale de l'Ontario reliant l'autoroute 401 à Newcastle à la Route 60 à Dwight. Elle possède une longueur totale de 195.6 kilomètres.

## Description du Tracé

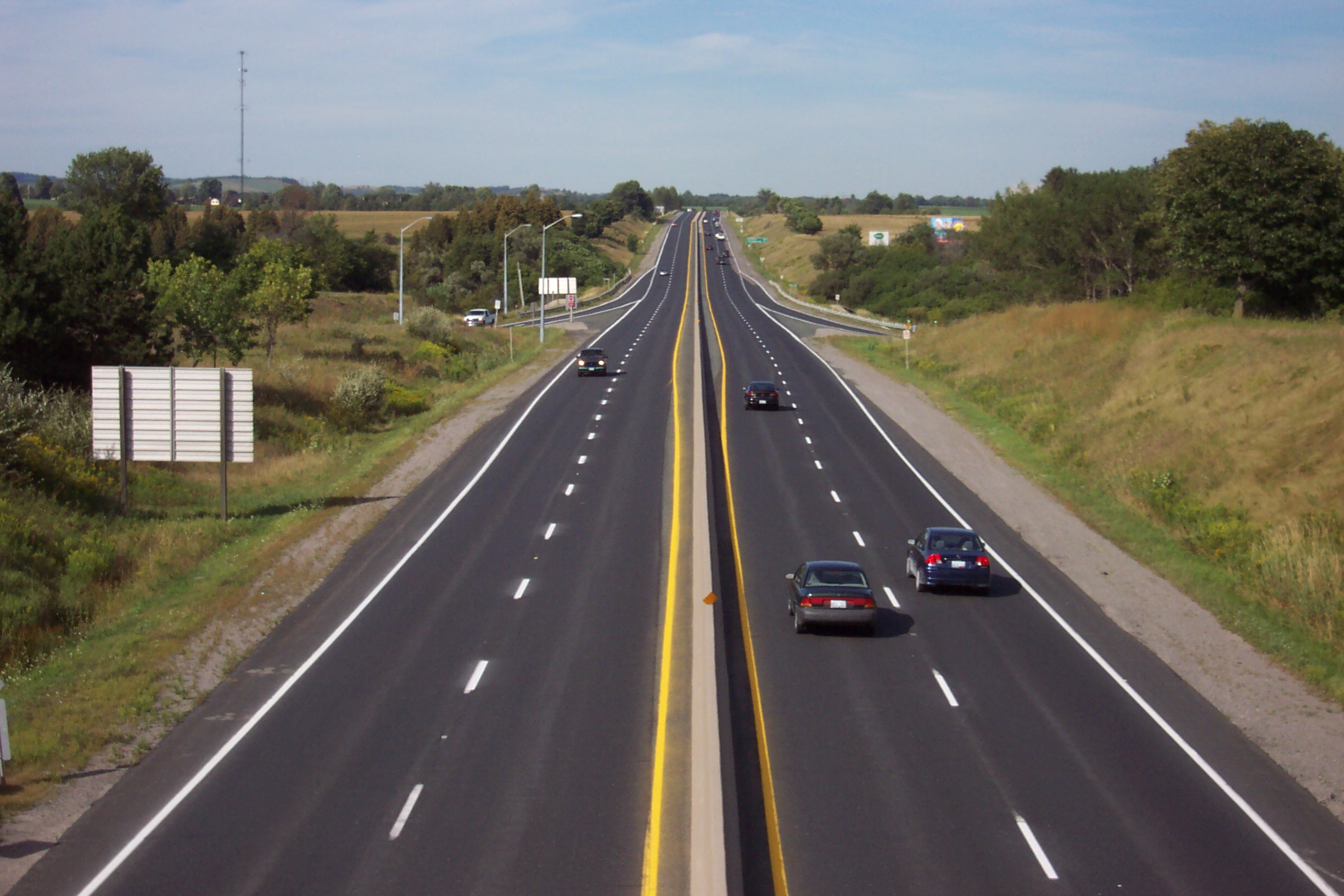
Le multiplex 35-115, possédant les caractéristiques d'une autoroute, à Newcastle.

La route 35 commence à Newcastle sur l'autoroute 401 (sortie 436) en direction de Toronto, Kingston et de Montréal. Elle forme ensuite un multiplex avec la Route 115 pendant 18 kilomètres en possédant les caractéristiques d'une autoroute à 4 voies séparées en ne possédant que quelques intersections à niveau. Après s'être détaché de la Route 115 (en direction de Peterborough), elle se dirige plein nord pendant 31 kilomètres jusqu'à la Route 7 en croisant la Route 7A à l'est de Bethany. Elle forme ensuite un multiplex avec la Route 7 pendant 7 kilomètres (la route transcanadienne) en contournant la ville de Lindsay par le sud-ouest.
 La 35 poursuit ensuite sa route vers le nord jusqu'à Norland (46 kilomètres au nord) en passant au travers de la région des Kawartha Lakes en passant dans Coboconk et frôlant le lac Cameron, le lac Balsam et le lac Shadow. C'est à la hauteur du Queen Elizabeth II Wildlands Provincial Park que la route 35 devient plus sinueuse, traversant une région beaucoup plus montagneuses.
 La route suit ensuite la rive du lac Gull en passant dans Miners Bay. Après Minden, elle poursuit sa route vers le nord jusqu'à la Route 118 en direction de Bracebridge ou de Bancroft. Après avoir suivi les lacs Boshkung, Halls et Kabakwa, elle poursuit sa route vers le nord, encore plus tortueuse vers Dorset jusqu'à la Route 60, terminus de la Route 35, en direction de Huntsville ou de Pembroke et du parc provincial Algonquin. 

## Intersections Principales
| ville                             | km    | #    | Intersection/échangeur                                                             | destinations                                                                       | notes                                                                              |
| --------------------------------- | ----- | ---- | ---------------------------------------------------------------------------------- | ---------------------------------------------------------------------------------- | ---------------------------------------------------------------------------------- |
| Newcastle                         | 0     | (0)  | A-401                                                                              | Oshawa, Toronto, Montréal                                                          | Début R-35                                                                         |
| Newcastle                         | 1     | (1)  | Route locale 2 (King St.)                                                          | Newcastle, Bowmanville                                                             |                                                                                    |
| Newcastle                         | 3     | (3)  | Concession Rd. 3                                                                   | Clarke, Bowmanville                                                                |                                                                                    |
| Newcastle                         | 6     | (6)  | Concession Rd. 4                                                                   | Clarke                                                                             |                                                                                    |
| Orono                             | 8     | (8)  | Route locale 17/Concession Rd. 5                                                   | Orono, Starkville                                                                  |                                                                                    |
| Orono                             | 9     | (9)  | Station St.                                                                        | Orono                                                                              |                                                                                    |
| Orono                             | 10    | (10) | Concession Rd. 6 (Route locale 4)                                                  | Orono, Kendal                                                                      |                                                                                    |
| Kirby (en)                        | 13    | (13) | Ganaraska Rd. (Route locale 9)                                                     | Kendal, Elizabethville, Bewdley                                                    |                                                                                    |
| Leskard                           | 18    | (18) | R-115 est vers Peterborough et Carleton Place (via R-7) + fin multiplex avec R-115 | R-115 est vers Peterborough et Carleton Place (via R-7) + fin multiplex avec R-115 | R-115 est vers Peterborough et Carleton Place (via R-7) + fin multiplex avec R-115 |
| Berhany                           | 30-32 |      | R-7A                                                                               | Blackstock, Port Perry                                                             |                                                                                    |
| Lindsay                           | 50-57 |      | R-7                                                                                | Omemee, Oakwood, Orillia                                                           | Multiplex pendant 7 kilomètres                                                     |
| Carnarvon                         | 146   |      | R-118                                                                              | Bracebridge, Haliburton, Bancroft                                                  |                                                                                    |
| Dwight                            | 196   |      | R-60                                                                               | Huntsville, Pembroke, Renfrew, parc provincial Algonquin                           | Fin de la 35                                                                       |
| Bleu= Échangeur / Vert= Multiplex |       |      |                                                                                    |                                                                                    |                                                                                    |